# Bicuda
Der Bicuda (Boulengerella cuvieri), engl. Orange Tailed Pike Characin, gehört zu den Raubfischen des tropischen Südamerikas.

## Morphologie
Der Bicuda, auch Piakoko, Pilapoukou, Pirapoucou oder Wayabra genannt, kann bis 88 Zentimeter lang und bis sechs Kilogramm schwer werden. Der größte gefangene Bicuda wurde im Teles-Pires-Fluss im brasilianischen Bundesstaat Mato Grosso gefangen und wog 6,8 Kilogramm. Er besitzt folgende 
Flossenformel: Dorsale 10–11, Anale 9–11.
Die Anzahl der Wirbel liegt bei 48 – 49. Die Stellung seiner Rückenflosse und Pigmentierung unterscheidet ihn von anderen Hechtsalmler-Arten wie B. lucius und B. xyrekes.

## Verbreitung
Boulengerella cuvieri stammt aus dem Amazonas in Peru und Brasilien, dem Orinoco in Kolumbien und Venezuela, den Nebenflüssen des Amazonas wie Rio Tocantins, Rio Araguaia, Rio Negro, Rio Madeira und andere bis nach Bolivien. Weiterhin ist er im Essequibo in Guayana, Surinam und Französisch-Guayana verbreitet. Außerdem im Oiapoque an der Grenze zum brasilianischen Bundesstaat Amapá. Er soll sogar im Süden im Rio Paraná gefangen worden sein.

## Lebensweise
Der Bicuda lebt pelagisch im Süßwasser und hält sich gerne im schnellfließenden Wasser in der Nähe von Stromschnellen auf, wo er im oberflächennahen Wasser hinter Felsen oder Hindernissen auf vorbeischwimmende Beute lauert. Boulengerella cuvieri ernährt sich hauptsächlich von Fischen. Kleinere Exemplare halten sich auch im stehenden Wasser von Seen oder Buchten auf und bilden dort kleinere Gruppen und Schwärme.
Er kommt in tropischen Gewässern mit Wassertemperaturen von 23 bis 28 °C vor.

## Nutzung
Als Speisefisch von untergeordneter Bedeutung, wegen seiner Größe und seines Angriffsverhaltens ein beliebter Sportfisch. Hechtsalmler-Arten werden auch als Zierfische in Aquarien gehalten.